# Bibimys labiosus
Bibimys labiosus е вид гризач от семейство Мишкови (Muridae). Видът не е застрашен от изчезване.

## Разпространение
Разпространен е в Аржентина и Бразилия.

## Описание
Популацията на вида е намаляваща.